# Learning Tools Interoperability
Learning Tools Interoperability  (LTI) is een standaard die is ontwikkeld door 1EdTech, destijds bekend als IMS Global Learning Consortium. Het maakt een naadloze integratie tussen leersystemen en externe systemen mogelijk.  In de huidige versie, v1.3, wordt dit gedaan met behulp van OAuth2, OpenID Connect en JSON Web Tokens. Een Learning Management System (LMS) kan bijvoorbeeld LTI gebruiken om cursusinhoud en hulpmiddelen van externe of externe systemen op een website te hosten, zonder dat een cursist zich afzonderlijk op de externe systemen hoeft aan te melden. Via een LTI-koppeling wordt ook informatie over de cursist en de leercontext die door het LMS wordt gedeeld met de externe systemen.  

## Geschiedenis
Learning Tools Interoperability, voorheen Basic LTI, werd in 2008 opgericht als een Google Summer of Code -project. Het werd ontwikkeld door Jordi Piguillem onder begeleiding van Charles Severance en Marc Alier. In juni 2010 werd Learning Tools Interoperability versie 1.0 afgerond. In augustus 2012 introduceerde Learning Tools Interoperability versie 1.1 een functie waarmee externe tools de cijferresultaten terug kunnen sturen naar het oorspronkelijke leersysteem. In januari 2014 werd Learning Tools Interoperability versie 2.0 gelanceerd, waarmee REST-gebaseerde tweerichtingscommunicatie tussen externe tools en het leerplatform werd geïntroduceerd. Tegelijkertijd werd een subset van versie 2.0 uitgebracht als versie 1.2, als overgangsupdate van versie 1.1 naar versie 2.0. Vanwege de complexiteit van Learning Tools Interoperability versie 1.2 en versie 2.0 verliep de acceptatie ervan traag. Daarom heeft het IMS Global Learning Consortium ze geherclassificeerd als ‘legacy-specificaties’ en geadviseerd om niet te upgraden van Learning Tools Interoperability versie 1.1 vanwege zorgen over de veiligheid. In mei 2019 zijn het IMS Security Framework en Learning Tools Interoperability versie 1.3 gepubliceerd op basis van OAuth2, OpenID Connect en JWT . Learning Tools Interoperability versie 1.0, versie 1.1, versie 1.2 en versie 2.0 zijn allemaal verouderd.

## Adoptie
LTI is door veel grote aanbieders van educatieve inhoud overgenomen, waaronder Pearson en McGraw Hill. Populaire Learning Management Systems, zoals D2L Brightspace, Instructure Canvas, Blackboard, BenchPrep, LAMS, OpenLearning, Sakai, Moodle, Totara, iTeach, EduWave K-12 en Open edX ondersteunen ook LTI.
De adoptie van LTI is binnen Nederland erg hoog. Dit komt mede door het groter aantal digitale leertrajecten, de digitale transitie en het uitfaseren van SCORM binnen diverse populaire leerplatforms. 